# Миладин Тренчев
Миладин Тренчев е български революционер, войвода на Върховния македоно-одрински комитет. Водил чета в Огражденската планина.

## Биография
Роден е в 1874 година в село Горна Крушица. Присъединява се към ВМОК и в 1902 година е помощник на Дончо Златков. Взима участие в Горноджумайското въстание.
При избухването на Балканската война в 1912 година е войвода на партизанска чета № 54 на Македоно-одринското опълчение, действаща в Щипско. По-късно служи в четата на Дончо Златков. Заселва се в Дупница и живее в махалата Бешика. Награден е с орден „За храброст“ IV степен.
| Чета № 54 на МОО с командир Миладин Тренчев | Чета № 54 на МОО с командир Миладин Тренчев | Чета № 54 на МОО с командир Миладин Тренчев | Чета № 54 на МОО с командир Миладин Тренчев | Чета № 54 на МОО с командир Миладин Тренчев | Чета № 54 на МОО с командир Миладин Тренчев |
| Номер                                       | Име                                         | Години                                      | Околия                                      | Селище                                      | Бележки                                     |
| ------------------------------------------- | ------------------------------------------- | ------------------------------------------- | ------------------------------------------- | ------------------------------------------- | ------------------------------------------- |
|                                             | Петър Андонов                               | 20                                          | Мелнишко                                    | Спатово                                     |                                             |
|                                             | Тасе Христов                                | 35                                          | Горноджумайско                              | Сушица                                      |                                             |
|                                             | Стоян Петров                                | 20                                          | Горноджумайско                              | Тросково                                    |                                             |

От 1938 година е член на ръководството на Дупнишкото македоно-одринско опълченско дружество.